# 中部大学女子短期大学
中部大学女子短期大学（ちゅうぶだいがくじょしたんきだいがく、英語: Chubu University Women's College）は、愛知県春日井市松本町1200に本部を置いていた日本の私立大学である。1989年に設置され、1999年に廃止された。

## 概要

### 大学全体
- 中部大学の併設校として1989年に設置された日本の私立短期大学。 キャンパスは中部大学本部と同じ愛知県春日井市に設置された。
- 2つの学科をもち、入学定員は合計200名[2]。
- 1997年度の入学生を最後に、1999年廃止。なお存続時における学科数及び入学定員の増減なし。

### 教育および研究
- 中部大学女子短期大学に設置されていた学科の一つである日本語日本文化学科には、日本語日本文学・創作研究・日本文化・情報文化の各コース、英語英米文化学科には英語コミュニケーション・英語研究・アメリカ研究・イギリス研究の各コースを設けていた。

### 学風および特色
- 日本語日本文化学科および英語英米文化学科の各名称としての設置は当時、全国の短期大学では初めてとなっていた[3]

## 沿革
- 1987年
  - 10月頃に短期大学の設置認可の申請を文部省[注 1]に行う[4]
- 1988年
  - 12月22日 左記を以て文部省[注 1]より短期大学の設置が認可される[5]。
- 1989年
  - 4月1日 左記をもって中部大学女子短期大学が以下の学科体制で開学する。
    - 日本語日本文化学科：入学定員100名[6]に対し学生数122[7]
    - 英語英米文化学科：入学定員100名[6]に対し学生数127[8]
- 1997年 最後の入学生となる。学生数は日本語日本文化学科で216、英語英米文化学科で238[9]
- 1998年 学生募集停止[10]により、定員減となる。 学生数は日本語日本文化学科で161、英語英米文化学科で176[11]
- 1999年12月22日 正式廃止[5]。

## 基礎データ

### 所在地
- 愛知県春日井市松本町1200

### 象徴
- 大学歌は｢ゆめとやすらぎ｣と称していた。この校歌を作曲したのは鶴田正道であり、女子短期大学廃校後現在も中部大学の教授として活躍している。

## 教育および研究

### 組織

#### 学科
- 日本語日本文化学科
- 英語英米文化学科

#### 専攻科
- なし

#### 別科
- なし

#### 附属機関
- 中部大学女子短期大学附属図書館が、1989年4月1日の開学と同時に開館された[12]
- 中部大学女子短期大学日本語文化センター[13]

### 研究
- 中部大学女子短期大学紀要[14]

## 大学関係者と組織

### 大学関係者一覧

#### 大学関係者
歴代学長
- 三浦朱門

## 施設

### キャンパス
- キャンパスは中部大学内に設置されていた。
- 校舎は人文学部にそのまま引き継がれたが、体育館は改装されて今は講義室となっている。ちなみに今も中部大学人文学部棟の前には女子短期大学の校歌｢ゆめとやすらぎ｣の石碑がある

## 対外関係

### 他大学との協定
- カナディアン・インターナショナル・カレッジ

### 系列校
- 中部大学
- 春日丘中学校・高等学校
- 中部大学第一高等学校

## 卒業後の進路について

### 就職について
- 概ね大半の学生は、一般企業に就職していた。

### 編入学･進学実績
- 中部大学への編入学制度があった。